# A-mineur
a-mineur, a kleine terts of a-klein of La klein (Vlaams) (afkorting: a, symbool: Am) is een toonsoort met als grondtoon a.

## Toonladders
De voortekening telt geen kruisen of mollen. Het is de parallelle toonaard van C-majeur en heeft een eerder treurig karakter.
Er bestaan drie mogelijke varianten van a-mineur:
- Natuurlijke mineurtoonladder: a - b - c - d - e - f - g - a

- Harmonische mineurladder: a - b - c - d - e - f - gis - a

- Melodische mineurladder: a - b - c - d - e - fis - gis - a

## Bekende werken in a-mineur
- Das wohltemperierte Klavier (prelude en fuga nr. 20) - Johann Sebastian Bach
- Vioolconcert in a-klein (BWV 1041) - Johann Sebastian Bach
- Pianosonate nr. 8 (1778) - Wolfgang Amadeus Mozart
- Für Elise (1808) - Ludwig van Beethoven
- Capriccio nr. 24 voor viool (1820) - Niccolò Paganini
- Strijkkwartet nr. 15 (1825) - Ludwig van Beethoven
- Prelude nr. 2 (1835) - Frédéric Chopin
- Pianoconcert opus 54 (1841–1845) Robert Schumann
- Pianoconcert opus 16 (1868) - Edvard Grieg
- Symfonie nr. 6 (1906) - Gustav Mahler
- Symfonie nr. 4 (1911) - Jean Sibelius
- Rapsodie op een thema van Paganini (1934) - Sergej Rachmaninov
- Misa Criolla - Ariel Ramírez
- Stairway to Heaven - Led Zeppelin